# Kleptochthonius magnus
Kleptochthonius magnus es una especie de arácnido  del orden Pseudoscorpionida de la familia Chthoniidae.

## Distribución geográfica
Se encuentra en Tennessee (Estados Unidos).